# Koncentracijski logor Sisak
Koncentracijski logor Sisak bio je koncentracijski logor u Sisku, na teritoriju Nezavisne Države Hrvatske, koji je bio u funkciji od 1941. do 1945. godine. U Sisku su se formalno nalazila dva logora, Sisak I i Sisak II, od kojih je prvi bio namijenjen za odrasle, a drugi za djecu. 

## Sisak I
Logor Sisak I utemeljen je 1941. i bio je pod upravom Trećeg Reicha. U njemu su zatvarane odrasle osobe koje su u Reichu osuđene na prisilni rad. Sisak I služio je kao tranzitni kamp za Srbe, Bošnjake i Rome koji su kasnije deportirani na prisilni rad diljem Reicha. Upravitelji logora upotrebljavali su za njega eufemistički naziv »tranzitni kamp za izbjeglice«. Utemeljen je u dijelu napuštene tvornice Teslić i bio opasan bodljikavom žicom. Dio logoraša u Sisku poslan je direktno u logor Sajmište preko Beograda, dok je većina završila u logorima poput Auschwitza, Dachaua i Mauthausena, a neki i u logorima u Norveškoj. Sisak I proširen je 1942. izgradnjom dodatnih baraka i do kraja te godine mogao je primiti približno 5000 logoraša. Nijemci su u travnju 1944. predali upravu nad logorom ustašama, koji su ga ugasili u siječnju 1945. godine, a preživjele zarobljlenike deportirali u Jasenovac, najveći koncentracijski logor u Hrvatskoj.

## Sisak II
Logor Sisak II utemeljen je u ljeto 1942. i od početka je bio pod upravom ustaša. Bio je to koncentracijski logor za djecu koji su ustaške vlasti nazivale »prihvatilištem za djecu izbjeglica«, što se smatra eufemizmom, a njime se koriste i revizionisti u današnjoj Hrvatskoj. Logor je bio namijenjen nezbrinutoj djeci, mahom srpske, a u manjoj mjeri i židovske i romske nacionalnosti, koji su zbog borbi na području bivše Kraljevine Jugoslavije odvojeni od svojih obitelji. Prva djeca u logoru došla su iz obližnje Mlake. Logorom za djecu upravljao je Antun Najžer. Djeca u logoru sustavno su zanemarivana i zlostavljana. Uvjeti života bili su loši, što je dovelo do visoke stope smrtnosti. Pretpostavlja se da je od posljedica gladi i žeđi, mučenja i raznih bolesti u kampu umrlo između 1000 i 1600 djece.
Tisuće djece iz Siska II spašeno je zahvaljujući naporima Diane Budisavljević i lokalnih partizana. Logor je zatvoren u siječnju 1943. godine, a preostala djeca poslana su u Zagreb.
Prema procjenama, kroz logor je prošlo otprilike 7000 djece.
Nakon rata, Najžer je osuđen za kolaboracionizam i strijeljan je, a prema izjavama svjedoka osobno je djeci davao smrtonosne injekcije ili je nadzirao trovanje djece hranom i pićem. Spomenici logoru uništeni su tijekom Domovinskog rata, izuzev spomenika preživjeloj Gabrijeli Kolar, koji stoji i danas. Sama zgrada logora nakon rata pretvorena je u kinodvoranu. 